# Чечва
Че́чва — річка в Україні, у межах Рожнятівського та Калуського районів Івано-Франківської області. Ліва притока Лімниці (басейн Дністра).

## Опис
Довжина Чечви 52 км, площа басейну 548 км². Долина V-подібна, з розчленованими схилами. Заплава двостороння, завширшки від 30—50 до 200—600 м. Річище слабозвивисте, розгалужене, у верхів'ї порожисте, є водоспади, в нижній течії острови. Ширина річища від 1—5 до 10 м, глибина 0,4—0,8 м (найбільша — 2,8 м). Похил річки 12 м/км.

## Розташування
Чечва бере початок у Ґорґанах, на північно-східний схилах хребта Аршиця. Утворюється злиттям двох потоків — Нивчин і Нередівка. Тече спочатку на північний схід, у середній течії — на північ, у нижній течії — знову на північний схід. Впадає у Лімницю між селами Пійло та Довге-Калуське. 
Вище с. Сваричів дамбою 10-метрової висоти загороджене річище та утворене Чечвинське водосховище площею 228 га (належить у даний час ТОВ Карпатнафтохім). Безглуздий максимальний скид води з водосховища під час сильних злив спричинив затоплення сіл та міста Калуш у долині Чечви і Лімниці в 2008 році.

## Притоки
- Суходолець, Бездежський, Ілемка, Манявка (ліві).
- Казарка, Менчилка, Мелецина, Дуба (праві).

## Чечвинське водосховище

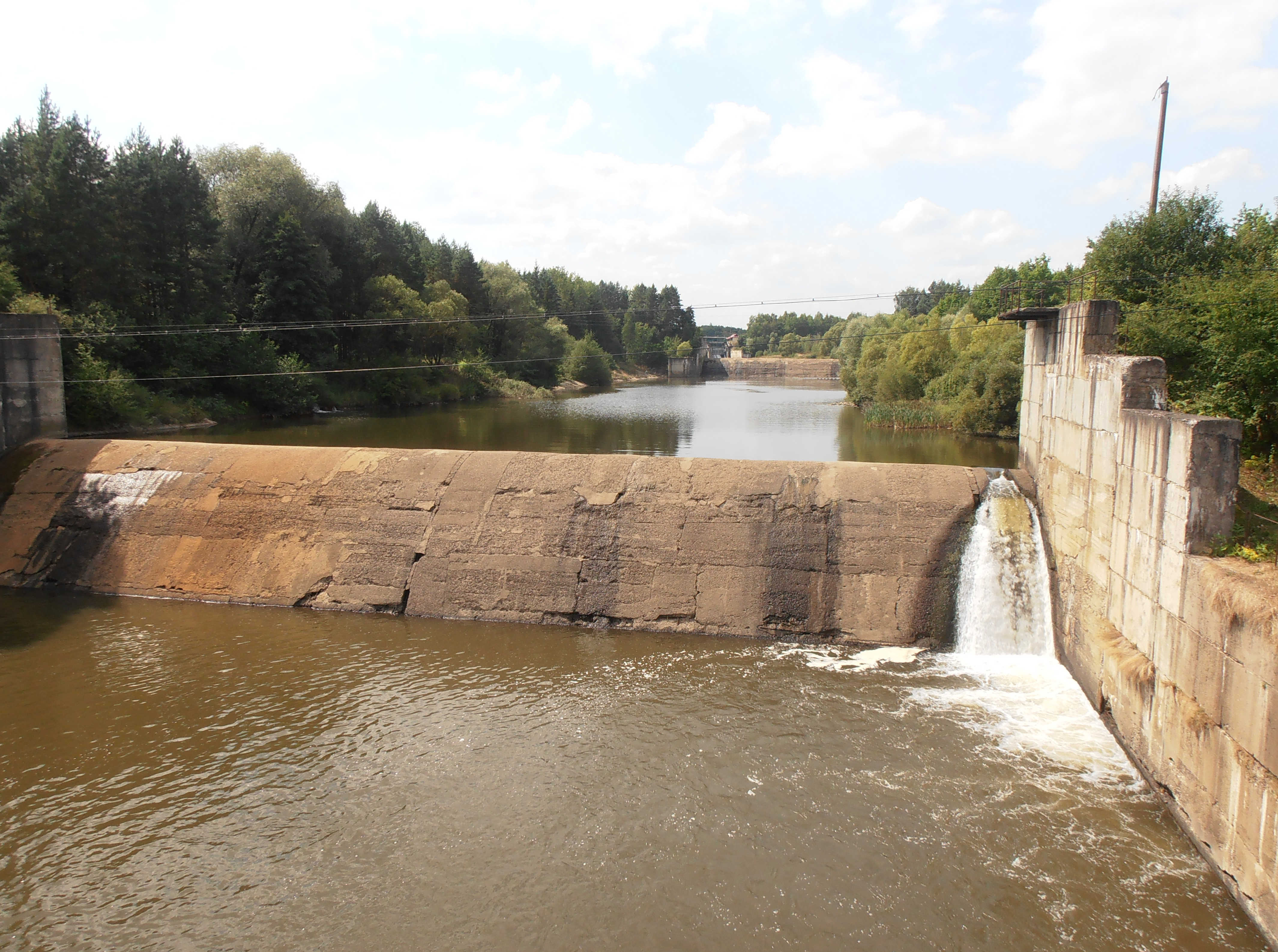
Скид води з водосховища
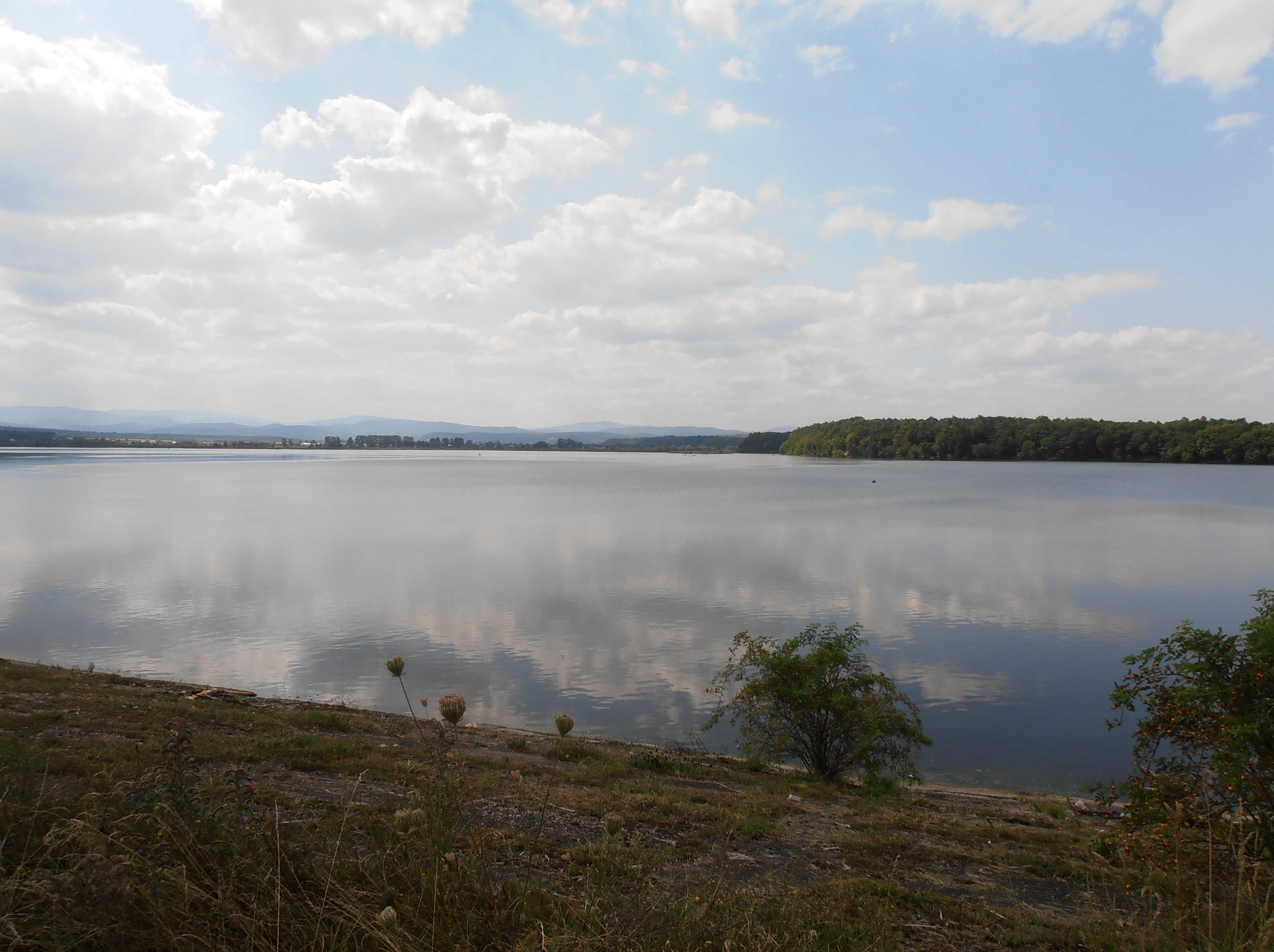
Нижній Струтинь над водосховищем
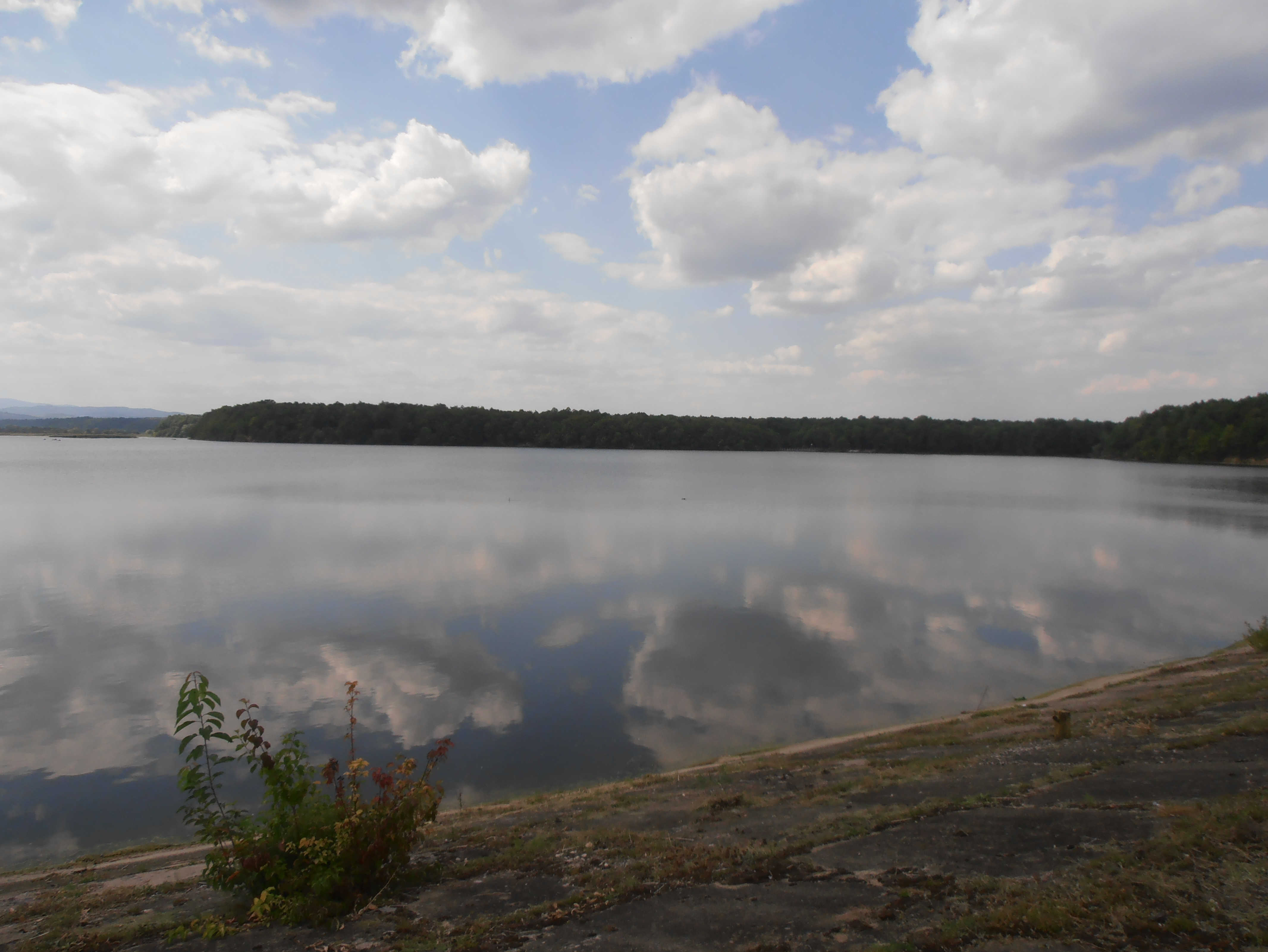
Дикі качки
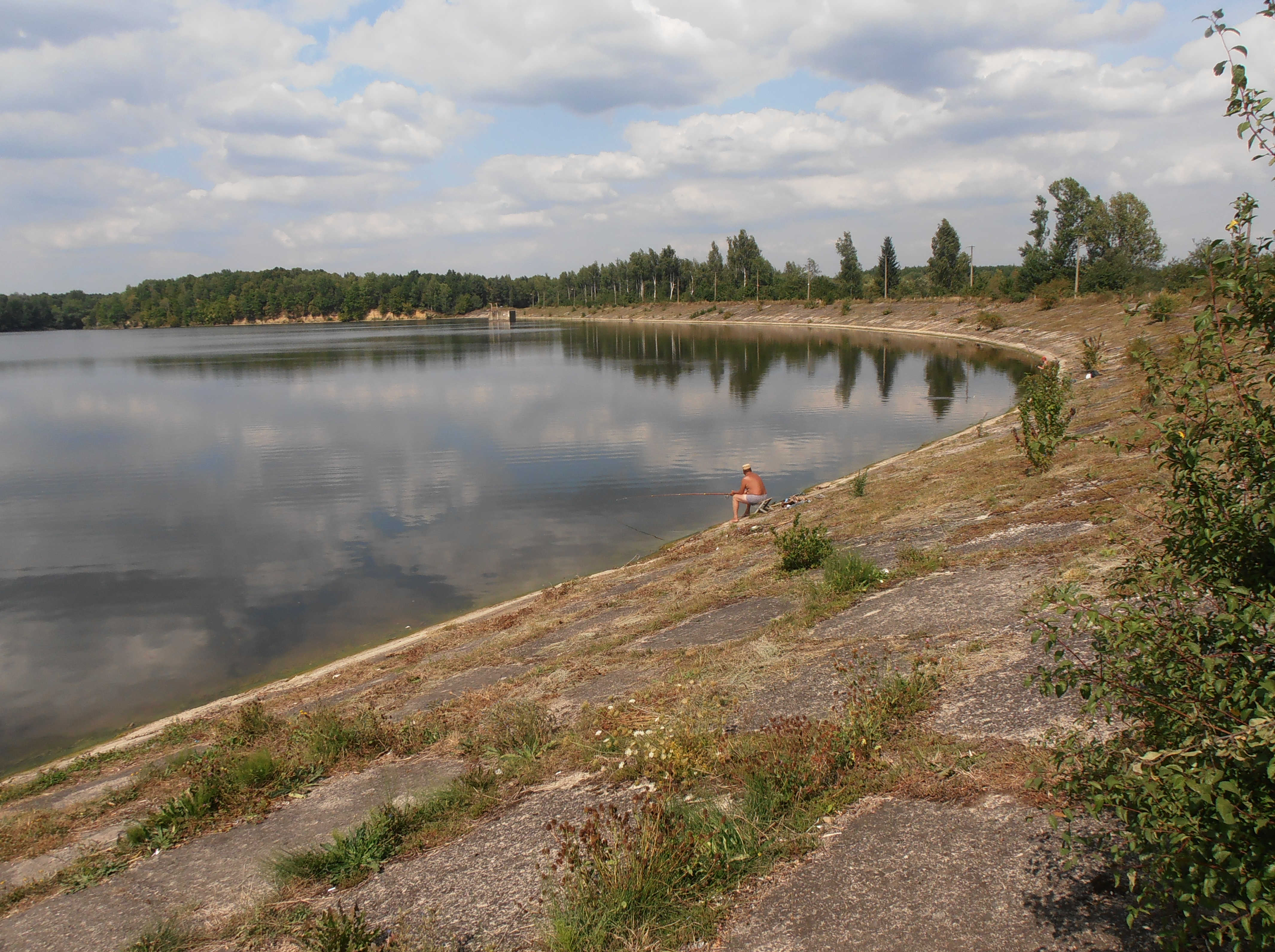
Ракурс на устя
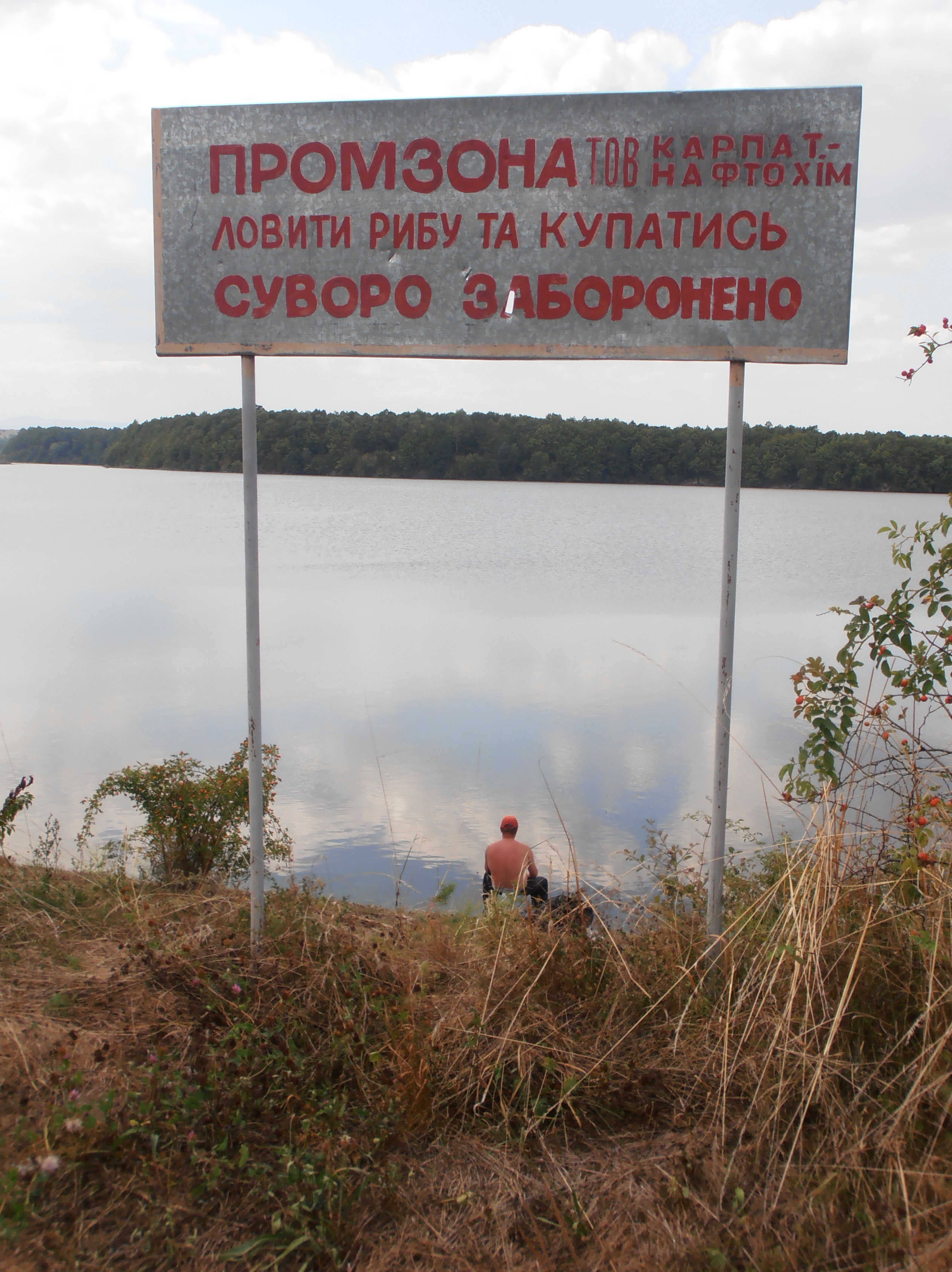
Рожнятівський рибалка